# Lány kézilabdatorna a 2010. évi nyári ifjúsági olimpiai játékokon
A 2010. évi nyári ifjúsági olimpiai játékokon a lány kézilabdatornát augusztus 20. és 25. között rendezték. A tornán 6 nemzet csapata vett részt.

## Lebonyolítás
A 6 résztvevőt 2 darab 3 csapatos csoportba sorsolták. Körmérkőzések döntötték el a csoportok végeredményét. A csoportból az első két helyezett jutott tovább az elődöntőbe, az elődöntők győztesei játszották a döntőt, a vesztesek a bronzéremért mérkőzhettek.

## Csoportkör
| Színmagyarázat                                               |
| ------------------------------------------------------------ |
| A csoportok első két helyezettje bejutott az elődöntőbe.     |
| A csoportok harmadik helyezettjei az 5. helyért játszhattak. |

### A csoport
| Csapat      | M | Gy | D | V | G+ | G– | Gk  | P |
| ----------- | - | -- | - | - | -- | -- | --- | - |
| Oroszország | 2 | 2  | 0 | 0 | 76 | 42 | +34 | 4 |
| Brazília    | 2 | 1  | 0 | 1 | 50 | 62 | –12 | 2 |
| Angola      | 2 | 0  | 0 | 2 | 49 | 71 | –22 | 0 |

| 2010. augusztus 20. 14:00 | Brazília (BRA) | 20 – 35     | Oroszország                                 | Suntec Hall 602 Játékvezetők: Bonaventura, Bonaventura (franciák) |
| 2010. augusztus 20. 14:00 | de Araujo 5    | (8 – 15)    | Milova, Garanina, Danshina, Chernobrovina 6 | Suntec Hall 602 Játékvezetők: Bonaventura, Bonaventura (franciák) |
| 2010. augusztus 20. 14:00 | 3× 2× 1×       | Jegyzőkönyv | 1× 2×                                       | Suntec Hall 602 Játékvezetők: Bonaventura, Bonaventura (franciák) |

| 2010. augusztus 21. 14:00 | Angola (ANG) | 27 – 30     | Brazília   | Suntec Hall 602 Játékvezetők: Hizari, Ikebuchi (japánok) |
| 2010. augusztus 21. 14:00 | Mambrio 7    | (16 – 16)   | da Rocha 7 | Suntec Hall 602 Játékvezetők: Hizari, Ikebuchi (japánok) |
| 2010. augusztus 21. 14:00 | 5× 3×        | Jegyzőkönyv | 2× 3×      | Suntec Hall 602 Játékvezetők: Hizari, Ikebuchi (japánok) |

| 2010. augusztus 22. 14:00 | Oroszország (RUS)         | 41 – 22     | Angola          | Suntec Hall 602 Játékvezetők: Eliasson, Gudjonsson (izlandiak) |
| 2010. augusztus 22. 14:00 | Danshina, Chernobrovina 7 | (22 – 10)   | Luis, Mambrio 6 | Suntec Hall 602 Játékvezetők: Eliasson, Gudjonsson (izlandiak) |
| 2010. augusztus 22. 14:00 | 4× 3×                     | Jegyzőkönyv | 3× 2×           | Suntec Hall 602 Játékvezetők: Eliasson, Gudjonsson (izlandiak) |

### B csoport
| Csapat     | M | Gy | D | V | G+ | G– | Gk  | P |
| ---------- | - | -- | - | - | -- | -- | --- | - |
| Dánia      | 2 | 2  | 0 | 0 | 81 | 19 | +62 | 4 |
| Kazahsztán | 1 | 1  | 0 | 1 | 60 | 56 | +4  | 2 |
| Ausztrália | 2 | 0  | 0 | 2 | 20 | 86 | –66 | 0 |

| 2010. augusztus 20. 15:45 | Ausztrália (AUS) | 4 – 41      | Dánia             | Suntec Hall 602 Játékvezetők: Schaller, Wutzler (németek) |
| 2010. augusztus 20. 15:45 | Fletcher 2       | (3 – 21)    | Pedersen, Skals 7 | Suntec Hall 602 Játékvezetők: Schaller, Wutzler (németek) |
| 2010. augusztus 20. 15:45 | 5× 3×            | Jegyzőkönyv | 1× 2×             | Suntec Hall 602 Játékvezetők: Schaller, Wutzler (németek) |

| 2010. augusztus 21. 15:45 | Kazahsztán (KAZ) | 45 – 16     | Ausztrália  | Suntec Hall 602 Játékvezetők: Krichene, Makhlouf (tunéziaiak) |
| 2010. augusztus 21. 15:45 | Latkina 18       | (20 – 8)    | Najdovski 5 | Suntec Hall 602 Játékvezetők: Krichene, Makhlouf (tunéziaiak) |
| 2010. augusztus 21. 15:45 | 5× 3×            | Jegyzőkönyv | 7× 3×       | Suntec Hall 602 Játékvezetők: Krichene, Makhlouf (tunéziaiak) |

| 2010. augusztus 22. 15:45 | Dánia (DEN) | 40 – 15     | Kazahsztán           | Suntec Hall 602 Játékvezetők: D. da Costa, H. da Costa (brazilok) |
| 2010. augusztus 22. 15:45 | Pedersen 7  | (18 – 9)    | Latkina, Kurassova 5 | Suntec Hall 602 Játékvezetők: D. da Costa, H. da Costa (brazilok) |
| 2010. augusztus 22. 15:45 | 5× 3×       | Jegyzőkönyv | 3× 2×                | Suntec Hall 602 Játékvezetők: D. da Costa, H. da Costa (brazilok) |

## Helyosztók

### Elődöntők
| 2010. augusztus 23. 15:00 | Oroszország (RUS)     | 41 – 19     | Kazahsztán   | Suntec Hall 602 Játékvezetők: Hizaki, Ikebuchi (japánok) |
| 2010. augusztus 23. 15:00 | Chopikyan, Garanina 7 | (18 – 10)   | Ulumbetova 5 | Suntec Hall 602 Játékvezetők: Hizaki, Ikebuchi (japánok) |
| 2010. augusztus 23. 15:00 | 3× 3×                 | Jegyzőkönyv | 4× 3× 1×     | Suntec Hall 602 Játékvezetők: Hizaki, Ikebuchi (japánok) |

| 2010. augusztus 23. 18:00 | Brazília (BRA)                  | 25 – 30     | Dánia      | Suntec Hall 602 Játékvezetők: C. Bonaventura, J. Bonaventura (franciák) |
| 2010. augusztus 23. 18:00 | da Rocha, de Araujo, da Silva 3 | (12 – 18)   | Pedersen 9 | Suntec Hall 602 Játékvezetők: C. Bonaventura, J. Bonaventura (franciák) |
| 2010. augusztus 23. 18:00 | 5× 2×                           | Jegyzőkönyv | 2× 3×      | Suntec Hall 602 Játékvezetők: C. Bonaventura, J. Bonaventura (franciák) |

### Az 5. helyért
| 2010. augusztus 23. 13:00 | Angola (ANG) | 37 – 12     | Ausztrália | Suntec Hall 602 Játékvezetők: Krichene, Makhlouf (tunéziaiak) |
| 2010. augusztus 23. 13:00 | Kanka 11     | (15 – 9)    | Fletcher 5 | Suntec Hall 602 Játékvezetők: Krichene, Makhlouf (tunéziaiak) |
| 2010. augusztus 23. 13:00 | 1× 3×        | Jegyzőkönyv | 8× 3×      | Suntec Hall 602 Játékvezetők: Krichene, Makhlouf (tunéziaiak) |

| 2010. augusztus 24. 13:00 | Ausztrália (AUS) | 12 – 39     | Angola   | Suntec Hall 602 Játékvezetők: Eliasson, Gudjonsson (izlandiak) |
| 2010. augusztus 24. 13:00 | Cash, Fletcher 3 | (8 – 16)    | Kanka 11 | Suntec Hall 602 Játékvezetők: Eliasson, Gudjonsson (izlandiak) |
| 2010. augusztus 24. 13:00 | 4× 2×            | Jegyzőkönyv | 2×       | Suntec Hall 602 Játékvezetők: Eliasson, Gudjonsson (izlandiak) |

Angola összesítésben 76–24-re nyert.

### Bronzmérkőzés
| 2010. augusztus 25. 13:00 | Kazahsztán (KAZ) | 23 – 45     | Brazília    | Suntec Hall 602 Játékvezetők: Hizaki, Ikebuchi (japánok) |
| 2010. augusztus 25. 13:00 | Latkina 11       | (12 – 24)   | da Rocha 13 | Suntec Hall 602 Játékvezetők: Hizaki, Ikebuchi (japánok) |
| 2010. augusztus 25. 13:00 | 1× 2×            | Jegyzőkönyv | 3× 2×       | Suntec Hall 602 Játékvezetők: Hizaki, Ikebuchi (japánok) |

### Döntő
| 2010. augusztus 25. 18:00 | Oroszország (RUS) | 26 – 28     | Dánia      | Suntec Hall 602 Játékvezetők: Eliasson, Gudjonsson (izlandiak) |
| 2010. augusztus 25. 18:00 | Danshina 7        | (15 – 11)   | Pedersen 7 | Suntec Hall 602 Játékvezetők: Eliasson, Gudjonsson (izlandiak) |
| 2010. augusztus 25. 18:00 | 4× 2×             | Jegyzőkönyv | 5× 4×      | Suntec Hall 602 Játékvezetők: Eliasson, Gudjonsson (izlandiak) |

| A 2010. évi nyári ifjúsági olimpiai játékok lány kézilabdatornájának olimpiai bajnoka |
| · DÁNIA · 1. cím                                                                      |
| ------------------------------------------------------------------------------------- |

## Végeredmény
| Helyezés | Csapat            | M | Gy | D | V | G+  | G–  | Gk   | P |
| -------- | ----------------- | - | -- | - | - | --- | --- | ---- | - |
| Arany    | Dánia (DEN)       | 4 | 4  | 0 | 0 | 139 | 70  | +69  | 8 |
| Ezüst    | Oroszország (RUS) | 4 | 3  | 0 | 1 | 143 | 89  | +54  | 6 |
| Bronz    | Brazília (BRA)    | 4 | 2  | 0 | 2 | 120 | 115 | +5   | 4 |
| 4.       | Kazahsztán (KAZ)  | 4 | 1  | 0 | 3 | 102 | 142 | –40  | 2 |
|          |                   |   |    |   |   |     |     |      |   |
| 5.       | Angola (ANG)      | 4 | 2  | 0 | 2 | 125 | 95  | +30  | 4 |
| 6.       | Ausztrália (AUS)  | 4 | 0  | 0 | 4 | 44  | 162 | –118 | 0 |